# HD9933
HD9933 є хімічно пекулярною зорею спектрального класу
A6 й має видиму зоряну величину в смузі V приблизно  9,7.